# Биг (острво, Џејмсов залив)
Острво Биг (енгл. Big Island) је једно од острва у канадском арктичком архипелагу. Острво је у саставу Нунавута, канадске територије. Острво је ненасељено.